# Lepidosaphes noxia
Lepidosaphes noxia är en insektsart som beskrevs av Mckenzie 1946. Lepidosaphes noxia ingår i släktet Lepidosaphes och familjen pansarsköldlöss. Inga underarter finns listade i Catalogue of Life.